# Philippe Luguy
 (août 2019).
Philippe Luguy, de son vrai nom Guy-Philippe Liéron, né à Paris le 29 novembre 1948, est un dessinateur de bandes dessinées.

## Biographie
Autodidacte du dessin, il fait la connaissance à l'âge de 18 ans de Bonnet, Pellos et Godard qui le conseillent et l'encouragent. Après avoir publié quelques planches dans Cols bleus, Frimousse, Princesse, il travaille pour les revues de petit format (Akim, Kiwi, Lancelot), ainsi que pour divers journaux : Fripounet, Formule 1, Amis-Coop, etc. En 1974, il crée Sylvio le Grillon dans le journal Pif Gadget, qui paraît jusqu'en 1982.
Son premier album, Cyril et le Château des Mille Diamants, sort aux Éditions Garnier en 1977. Puis il participe avec Pierre Le Guen, Gaty, Deynis et Lenvers, sous le pseudonyme de Five Stars, à la série Albator réalisée d'après une série T.V. (5 albums aux Éditions Dargaud de 1980 à 1981). Il travaille aussi pour la télévision française, en 1980, dans des émissions comme L'Aventure des plantes, avec Jean-Pierre Cuny et Jean-Marie Pelt, les Quat'z'amis présentée par l'animateur Fabrice, Espace Fabbri avec Jacques Fabbri et Bernard Mabille, Les Tibères avec B. Deflandre[Qui ?] et P. Vialet[Qui ?], Thalassa avec William Garit et Georges Pernoud, etc. Puis l'année suivante, il crée Percevan, sa série la plus connue, dans le journal Gomme !.
En 1981, au décès de Jean-Claude Poirier, il dessine 28 vignettes pour la marque de chewing-gum Malabar. La série à laquelle il participe s'appelle Epoque3 et se compose de 54 vignettes dessinées également par Mic Delinx et Yannick Hodbert.

## Œuvres
Percevanscénario Jean Léturgie & Xavier Fauche (Glénat et Dargaud)
1. Les trois étoiles d'Ingaar (1982)
2. Le tombeau des glaces (1983)
3. L'Épée de Ganaël (1984)
4. Le pays d'Aslor (1985)
5. Le sablier d'El Jerada (1986)
6. Les clefs de feu (1988)
7. Les seigneurs de l'enfer (1992)
8. La table d'Émeraude (1995)
9. L'Arcantane Noire (1996)
10. Le Maître des Étoiles (1998)
11. Les Sceaux de l'Apocalypse (2001)
12. Le Septième Sceau (2004)
13. Les Terres sans Retour (2010)
14. Les Marches d'Eliandysse (2011)
15. Le Huitième Royaume (2013)

Percevan : Hors Collection
1. Les Ombres de Malicorne (2005) (regroupant les tomes #6 à #8)

Gildwinscénario Allan Toriel & Philippe Luguy (Jos)
1. Les Légendes Océanes (juin 2008)
2. Le Conteur Magnifique (à paraître début 2009)

Sylvioscénario Gilbert Lions
MC Productions
1. La Menace du Trèfle Rouge (1988)

Bernard Grange Editions
1. Petites Histoires Contre le Cafard (2004)
2. Coup de Cafard pour Jack (2005)
3. Jack le Cafard s'Emmêle (2005)
4. Jack en Fait des Montagnes (2006)

Cyrilscénario Philippe Luguy
Garnier
1. Le Château des Mille Diamants (1977)

Karolynscénario Philippe Luguy
Dargaud
1. Le Château des Mille Diamants (1989)
2. Le Pays de la Solitude (1990) coscénariste Gilbert Lions

## Illustrations
- 1980 : Heïdi de Johanna Spyri. Éditions Dargaud, coll. « Lecture et Loisir », no 277

## Prix
- 1985 : Prix Betty Boop du Meilleur Album Jeunesse au Festival de Hyères (Percevan)
- 1986 : Prix du Public au Festival de Belfort (Percevan)
- 1988 : Prix Athis d'Or du Meilleur dessinateur à Athis-Mons (Percevan).
- 1989 : Prix Jeunesse au Festival de Creil (Sylvio)
- 1990 : Prix du Public à Saint-Christole-lez-Ales (Karolyn)
- 1990 : Prix Jeunesse au Festival de Blois (Percevan)
- 1992 : Prix de la Meilleure BD enfant au Festival de Kokfijde - Belgique (Percevan)